# Lycaena sagittifera
Lycaena sagittifera är en fjärilsart som beskrevs av Hormuzaki 1893. Lycaena sagittifera ingår i släktet Lycaena och familjen juvelvingar. Inga underarter finns listade i Catalogue of Life.